# 坛花木犀
坛花木犀（学名：Osmanthus urceolatus）为木犀科木犀属下的一个种。其种加词“urceolatus”意为“壶状的”。